# Bernhard Schimmelpfennig

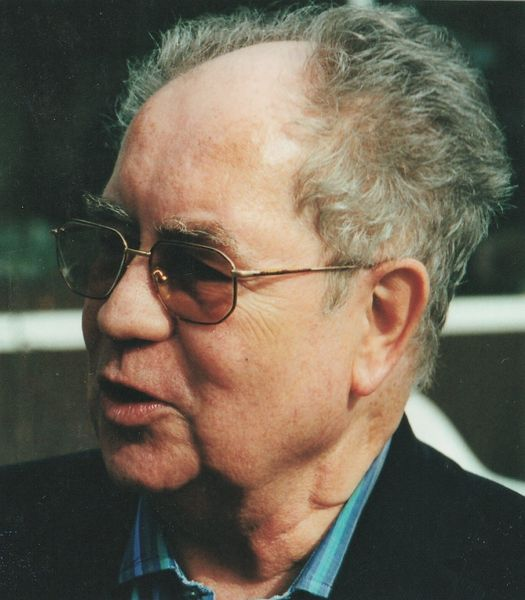
Bernhard Schimmelpfennig, aufgenommen 2003 auf einer Tagung des Konstanzer Arbeitskreises von Werner Maleczek

Bernhard Schimmelpfennig (* 14. Juni 1938 in Berlin; † 21. Dezember 2021 ebenda) war ein deutscher Historiker. Er hatte von 1982 bis 2003 den Lehrstuhl für Mittelalterliche Geschichte an der Universität Augsburg inne.

## Leben und Wirken
Der Sohn eines Schneiders besuchte das Canisius-Kolleg Berlin. Er studierte ab 1957 Geschichte, Deutsche Sprache und Literatur sowie Altamerikanistik an der Freien Universität Berlin (FU). Dort wurde er 1964 bei Wilhelm Berges mit der Dissertation Bamberg im Mittelalter. Siedelgebiete und Bevölkerung bis 1370 zum Dr. phil. promoviert. Von 1966 bis 1971 war er wissenschaftlicher Assistent bzw. Assistenzprofessor am Friedrich-Meinecke-Institut. 1971 erfolgte an der FU Berlin die Habilitation. Er war 1978 Senior Fellow am Institute of Medieval Canon Law in Berkeley und 1988 Fellow am Institute for Advanced Study. Schimmelpfennig lehrte ab 1982 als Professor für Mittelalterliche Geschichte an der Universität Augsburg. Im Jahr 1994 war er Visiting Scholar am Getty Research Institute. Im Oktober 2003 wurde er pensioniert.
In seiner Dissertation setzte er sich das Ziel, bis zum Jahr 1370 „Siedelgebiete und Bevölkerung Bambergs in ihrem geschichtlichen Zusammenhang zu untersuchen.“ Im Mittelpunkt der Studie standen die Laien. Schimmelpfennig galt als hervorragender Kenner der Geschichte des Papsttums bis zum Ende des Mittelalters. Sein 1984 veröffentlichtes Standardwerk Das Papsttum erschien 2009 in sechster Auflage und wurde 1992 auf Initiative von Robert Somerville ins Englische übersetzt. Er veröffentlichte 1996 für die Enzyklopädie deutscher Geschichte den Band Könige und Fürsten, Kaiser und Papst nach dem Wormser Konkordat.
Schimmelpfennig war ab 1964 verheiratet. Aus der Ehe gingen drei Kinder hervor. Seine Frau starb 2000. Er starb im Alter von 83 Jahren wenige Tage vor Weihnachten 2021. Sein Grab befindet sich auf dem Friedhof der St.-Matthias-Gemeinde (Berlin-Tempelhof).

## Schriften (Auswahl)
Aufsatzsammlung
- Georg Kreuzer, Stefan Weiß (Hrsg.): Papsttum und Heilige. Kirchenrecht und Zeremoniell. Ausgewählte Aufsätze. Ars et Unitas, Neuried 2005, ISBN 3-936117-62-4.

Monographien
- Könige und Fürsten, Kaiser und Papst nach dem Wormser Konkordat (= Enzyklopädie deutscher Geschichte. Bd. 37). Oldenbourg, München 1996, ISBN 3-486-55033-0.
- Das Papsttum. Grundzüge seiner Geschichte von der Antike bis zur Renaissance (= Grundzüge. Bd. 56). Wissenschaftliche Buchgesellschaft, Darmstadt 1984, ISBN 3-534-08355-5 (ab der 3., unveränderten Auflage als: Das Papsttum. Von der Antike bis zur Renaissance. Darmstadt 1988; zuletzt: 6., bibliographisch aktualisierte Auflage (mit Bibliographie von Elke Goez), Darmstadt 2009, ISBN 978-3-534-23022-8).
- Die Zeremonienbücher der römischen Kurie im Mittelalter (= Bibliothek des Deutschen Historischen Instituts in Rom. Bd. 40). Niemeyer, Tübingen 1973, ISBN 3-484-80060-7 (Zugleich: Berlin (West), Freie Universität, Habilitations-Schrift, 1970).
- Bamberg im Mittelalter. Siedelgebiete und Bevölkerung bis 1370 (= Historische Studien. Bd. 391, ZDB-ID 514152-7). Matthiesen, Lübeck u. a. 1964 (Zugleich: Berlin (West), Freie Universität, Dissertation, 1963/1964).

Herausgeberschaften
- mit Gunther Gottlieb, Wolfram Baer, Josef Becker, Josef Bellot, Karl Filser, Pankraz Fried und Wolfgang Reinhard: Geschichte der Stadt Augsburg. 2000 Jahre von der Römerzeit bis zur Gegenwart. 2., durchgesehene Auflage. Theiss, Stuttgart 1985, ISBN 3-8062-0283-4.
- mit Jörg O. Fichte, Karl Heinz Göller: Zusammenhänge, Einflüsse, Wirkungen. Kongreßakten zum ersten Symposium des Mediävistenverbandes in Tübingen, 1984. De Gruyter, Berlin u. a. 1986, ISBN 3-11-010447-4.